# Aphonopelma smithi
Aphonopelma smithi är en spindelart som beskrevs av Smith 1995. Aphonopelma smithi ingår i släktet Aphonopelma och familjen fågelspindlar. Inga underarter finns listade i Catalogue of Life.